# Buselji
Buselji – wieś w Bośni i Hercegowinie, w Federacji Bośni i Hercegowiny, w kantonie środkowobośniackim, w gminie Busovača. W 2013 roku liczyła 950 mieszkańców, z czego większość stanowili Chorwaci.